# Pentagrid-converter
Pentagrid-converteren 
er en type af elektronrør med fem gitre - og røret anvendes både til mikser og oscillator.
Pentagrid-princippet er når et elektronrør både anvendes som mikser og oscillator, uanset antallet af gitre, sålænge antallet gitre er større end eller lig tre - og et gitter til oscillator-udgang, eet styregitter anvendes til input-signal - og et andet styregitter anvendes til oscillator-inputsignal. Evt. flere gitre anvendes som skærmgitre og/eller fanggitre.
Pentagrid-princippet (inkl. pentagrid-converteren) anvendes i de fleste elektronrørsbaserede superheterodynmodtagere.

## Oprindelse
De første enheder som blev designet til at fungere efter pentagrid-princippet, blev udviklet af franskmændene, simpelthen ved at have to gitre i stedet for et i en ordinær triode. Hvert gitter var i stand til at modtage en af de indkommende signaler - og rørets ulinearitet producerede summen og differencen af frekvenserne på anoden.  Røret har været meget ineffektivt - og en yderligere vigtig ulempe var, at der var en stor uønsket kapacitet mellem de to styregitre (uønsket oscillatorudstråling).
Da Edwin Armstrong i 1918 opfandt superheterodynmodtageren, anvendte han kun trioder.  Én triode arbejdede som en konventionel oscillator. En anden triode fungerede som en elektronisk mikser og fik tilført oscillatorsignalet ind i mikserens katode - og det modtagne antennesignal til triodegitteret. Sum og differens frekvenser var tilgængelig på triodens anodekredsløb. Her var ulempen også uønsket kobling mellem oscillatorsignal og antennesignal (uønsket oscillatorudstråling).
Kort tid efter Armstrong opfandt superheterodynmodtageren, blev en triodebaseret mikser også anvendt med oscillatorfunktion, herved blev et rør sparet.  Dette var kendt som en autodyn-mikser. Ulempen med autodyn-mikseren var, at den på dele af frekvensintervallet havde problemer med oscillere - og at oscillatorsignalet havde lettere ved at finde vej til antennen (uønsket oscillatorudstråling).
Opfindelsen af tetroden demonstrerede ideen om at skærme styregitre fra hinanden.  I 1926 opfandt Philips en teknik til at mindske sekundær emission ved at indsætte et yderligere gitter - fanggitteret.  Nu var alle ingredienserne banet for pentagrid-converteren (herunder heptoden (5 gitre) og oktoden (6 gitre - omfattes selvom penta betyder 5) ).

## Pentagrid
Udviklingen af pentagrid heptoden (syvelektroderør) var en ny udvikling i mikser historien.  Ideen var at producere ét rør, der ikke kun miksede oscillatorsignalet og antennesignalet - og selv kunne lave oscillatorsignalet - den yderligere vigtige egenskab var, at miksningen og oscilleringen skete i forskellige dele af heptoderøret.
Røret til pentagrid-converteren blev faktisk udviklet i både Amerika og Storbritannien på stort set på samme tid. Men det britiske rør fungerede lidt anderledes end det amerikanske.
Det er velkendt at Donald G. Haines fra RCA ansøgte om et patent på et pentagrid-rør den 28. marts 1933 (efterfølgende tildelt den 29. marts 1939) under US patent nummer 2,148,266.  Et pentagrid-rør figurerede også i UK patent (GB426802) tildelt den 10. april 1935.  Men det britiske selskab Ferranti sendte det første britiske pentagrid-rør (produktkode VHT4) på markedet i slutningen af 1933 (men det må have været lavet som prototype tidligere).
Hvad var formålet med at udvikle en pålidelig selvoscillerende mikser?  Årsagerne var forskellige i Storbritannien og Amerika.  De britiske radiofabrikanter skulle betale royalty på £1 per rørsokkel til British Valve Association for at dække deres medlemmers patentrettigheder.  Yderligere dikterede British Valve Association at der maksimalt måtte være én elektrodestruktur i et rørhylster (ellers ville det være en omgåelse af royalty-grundlaget).  Amerikanerne var drevet af ønsket om at producere et lavpris design, som ledte til All American Five-radiomodtageren.  Ved at lave mikseren selvoscillerende, blev nødvendigheden af et separat oscillatorrør undgået. All American Five-radiomodtagere ville komme til at anvende en pentagrid-converter siden dens opdukken i 1934 og til rørene blev udkonkurreret af transistorene.

## Hexode
Hexoden (sekselektrode, fire gitre) blev faktisk udviklet efter heptoden eller pentagriden.  Hexoden blev udviklet i Tyskland som en mikser, men oscillatorsignalet skulle genereres i et separat trioderør.
Det varede ikke længe før triode og hexode strukturene blev placeret i samme glashylster - hvilket i sig selv ikke var en ny ide.
De britiske fabrikanter kunne i starten ikke anvende dette mikserrør, grundet BVAs forbud mod multiple rørstrukturer i ét hylster.
Efter pres fra de britiske fabrikanter, lavede BVA reglerne om, så Storbritannien kunne begynde at anvende triode-hexode mikserne. Mullards rør med produktkoden ECH35 var et populært valg.
Selskabet Osram lavede et genialt træk.  Et af deres populære pentagrid-converter design var MX40, som kom på markedet i 1934.  I 1936 markedsførte de X41 triode-hexode mikseren.  Det geniale var, at X41 var plug-in-kompatibel med MX40. Dvs at en pentagrid-radio let kunne konverteres til en triode-hexode uden modifikationer.
Amerika skiftede ikke til triode-hexode røret og i Amerika blev det sjældent anvendt, selvom 6K8 triode-hexoden var tilgængelig til modtagerfabrikanterne i 1938.
I nogle rørdesign, blev et fanggitter tilføjet, hvilket resulterede i et andet heptode design.  Mullards ECH81 blev populær grundet anvendelse af miniature ni-bens rørsokkel.

## Oktode
Selvom en oktode strikst set ikke er en pentagrid (den har mere end fem gitre), arbejder oktoden (otteelektrode, seks gitre) efter pentagrid-principper. Oktoden blev til ved at tilføje et ekstra fanggitter til den britiske version af pentagrid-heptoden.  Dette blev gjort for at forbedre antenne/oscillator-separationen og for at reducere effektforbruget i batteribaserede radioapparater.
I Nordamerika var den eneste producerede oktode 7A8.  Den blev introduceret af Sylvania i 1939 (og mest anvendt af Philco), dette rør blev til ved at tilføje et fanggitter til 7B8, hvilket var en loctal version af 6A7.  Ved at tilføje fanggitteret, kunne Sylvania minske 6,3-volt glødetrådsstrømmen fra 320 milliampere til 150 milliamperes uden at kompromittere transkonduktansen (stejlheden) på 550 mikrosiemens.  Dette gjorde at Philco anvendte det i alle dets radiomodtagere op gennem 1940'erne.
Philips' EK3 oktode blev kaldt en "beam oktode".  Det nye ved dette design var, at gitter 2 og 3 var konstrueret som beam-formende plader.

## Pentode
Anvendelsen af en pentode som en mikser, ser ud til ikke at kunne lade sig gøre, da en pentode kun har et styregitter.  Men under Den Store Depression, anvendte mange amerikanske radiofabrikanter pentodetyperne 6C6, 6D6, 77 og 78 i deres lavpris AC/DC-modtagere, fordi de var billigere end pentagrid-typen 6A7.  I deres lavpriskredsløb, blev fanggitteret (gitter 3) anvendt som oscillatorgitter og fungerede på omtrent samme måde som en ægte pentagrid.

## Eksempler

### Ægte pentagrids
- 2A7 and 6A7 – RCAs første pentagrids, 1933
- VHT1 – Ferranti pentagrid, 1933
- MX40 – Osram pentagrid, 1934
- 6SA7 og 6BE6/EK90 – Pentagrids producerede af RCA, Mullard, osv.
- 6SB7Y og 6BA7 – VHF pentagrids, 1946
- 1LA6 og senere 1L6 – batteri pentagrid til Zenith Trans-Oceanic og andre high-end transportable kortbølgemodtagere
- DK91/1R5, DK92/1AC6, DK96/1AB6, DK192 – batteri pentagrids
- 1C8,1E8 - Subminiature batteri pentagrids

### Oktoder (arbejder efter pentagrid-princippet)
- EK3 – beam-oktode produceret af Philips
- 7A8 – den eneste oktode produceret i Amerika[hvor?] af Sylvania, 1939

### Triode/hexode typer (arbejder ikke efter pentagrid-princippet)
- X41 – Osram triode-hexode, 1936; plug-in ombytning af MX40 ovenfor
- ECH35 – Mullard triode-hexode
- ECH81 (Soviet 6И1П) – Mullard triode-heptode af oktodetypen
- 6K8 – Amerikansk triode-hexode, 1938

Listen er ikke udtømmende.